# Gotta Work
Singles de Amerie
Take Control
(2007) Crush
(2008)
Pistes de Because I Love It
Take Control Crush
Gotta Work est une chanson de Amerie, et le deuxième extrait international de son album Because I Love It. Il sample le titre Hold On, I'm Comin' de Sam & Dave, écrit par Isaac Hayes et David Porter. Amerie appelle le son de cette chanson « go-go soul », tout en expliquant que le go-go « [c'est] comme un réel café noir bien fort, certaines personnes ne peuvent l'ingurgiter sous son aspect le plus pur ».

## Clip vidéo
Le clip a été diffusé pour la première fois le 30 juin 2007. En réponse à un journaliste du journal The Sun, Amerie a expliqué que l'inspiration pour cette vidéo, tout comme pour les autres, lui était venu lorsqu'elle se produisait sur scène.

## Formats et liste des pistes
Single britannique
1. "Gotta Work"
2. "Gotta Work" (featuring Collie Buddz)

Single premium
1. "Gotta Work"
2. "Gotta Work" (featuring Collie Buddz)
3. "1 Thing" (featuring Eve)
4. "Gotta Work" vidéo

Single 12" britannique
1. "Gotta Work" (Album Version)
2. "Gotta Work" (Instrumental)
3. "Gotta Work" (Accapella)

## Classement des ventes
| Chart (2007)                   | Peak position |
| ------------------------------ | ------------- |
| Bulgarie                       | 40            |
| Croatie                        | 25            |
| Estonie                        | 2             |
| Europe                         | 69            |
| Irlande                        | 30            |
| Luxembourg                     | 41            |
| Royaume-Uni                    | 21            |
| International Hit Radio Top 40 | 21            |